# VK Jadran Split
A VK Jadran Split egy horvát vízilabdaklub, melynek székhelye Splitben található. Jelenleg a horvát bajnokság első osztályában szerepel. 
A klubot 1920-ban alapították, színei: fehér, kér és piros. 
A jugoszláv bajnokságot 9, a bajnokok ligáját pedig 2 alkalommal (1992, 1993) nyerte meg. 1998-ban a második helyen végzett a LEN-kupában.

## Sikerei

### Hazai
- Jugoszláv bajnok: (9)
  - 1923, 1939, 1946, 1947, 1948, 1953, 1957, 1960, 1991

### Nemzetközi
- LEN-bajnokok ligája
  - 1. hely (2): 1992, 1993
- LEN-kupa
  - 2. hely (1): 1998
- LEN-szuperkupa
  - 2. hely (2): 1992, 1993

## Külső hivatkozások
- hivatalos honlap